# Sylwester Bartosik

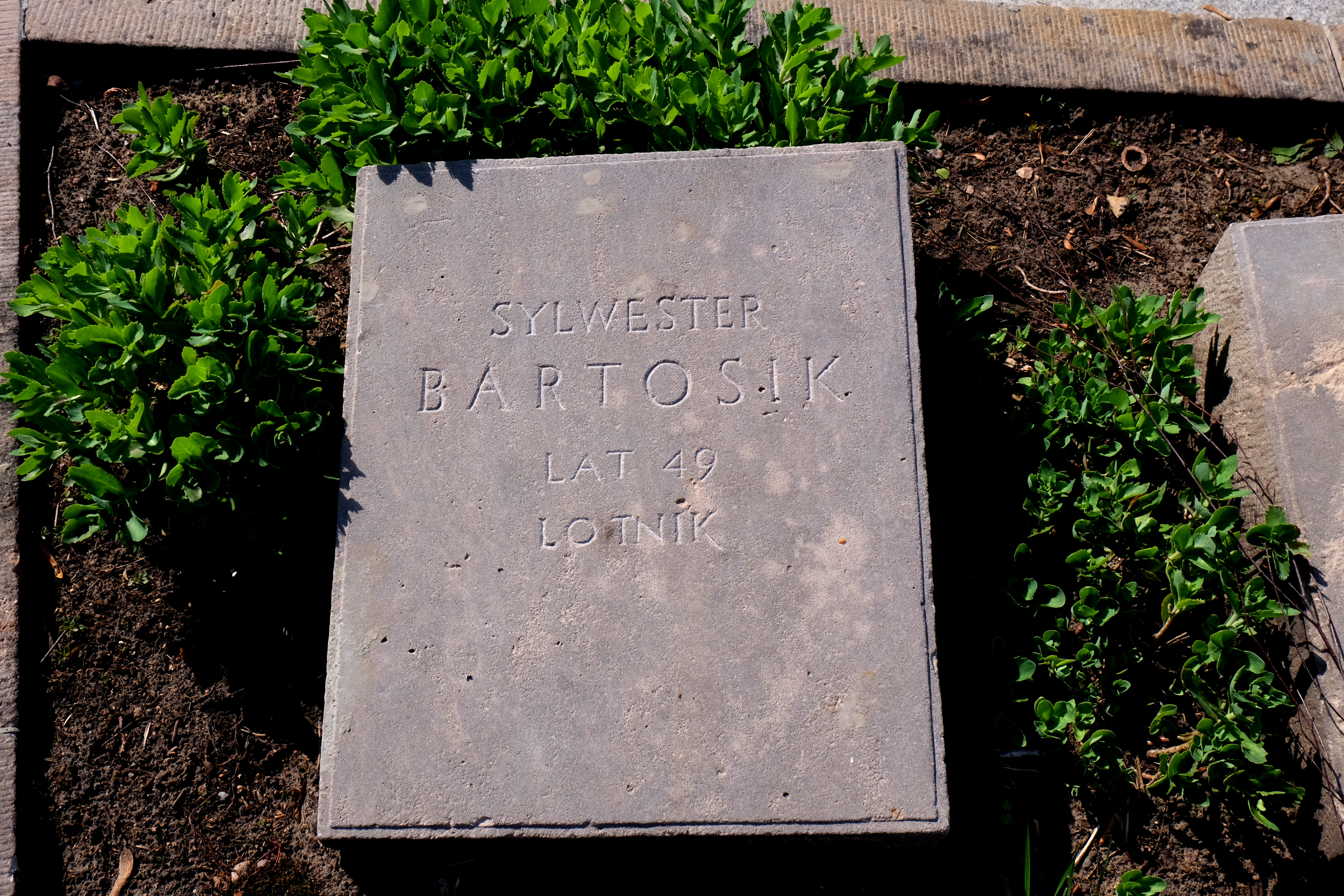
Grób Sylwestra Bartosika na Cmentarzu Wojskowym na Powązkach w Warszawie

Sylwester Bartosik (ur. 15 stycznia 1893 w Kampinosie, zm. 16 października 1942 w Warszawie) – pilot, uczestnik I wojny światowej (w 1923 roku na podstawie orzeczenia sądu honorowego został wydalony z korpusu oficerów Wojska Polskiego, pozbawiony stopnia kapitana i jako szeregowy przeniesiony do 32 pp), działacz MOPR, Związku Walki Wyzwoleńczej i Polskiej Partii Robotniczej, więzień Pawiaka.

## Życiorys
Syn organisty Szczepana Bartosika i Salomei z Borowych. W 1913 ukończył gimnazjum w Warszawie, po czym wstąpił do Konstantynowskiej Szkoły Artylerii w Petersburgu. 1 grudnia 1914 ukończył szkołę i został wcielony do rosyjskiej 9 Brygady Artylerii Strzelców Syberyjskich (ros. 9-я Сибирская стрелковая артиллерийская бригада). W jej szeregach, w stopniu podporucznika, walczył w czasie I wojny światowej . W 1916 został ciężko ranny pod Łomżą. Po wyzdrowieniu zaciągnął się do organizującego się II Korpusu Polskiego w Rosji. Po rozbrojeniu Korpusu pod Kaniowem przez Niemców przedostał się na Syberię, gdzie wstąpił do 5 Dywizji Strzelców Polskich. Po ukończeniu wojskowej szkoły lotniczej w Kurganie na Uralu walczył w 5 Dywizji przeciw Armii Czerwonej. W 1920, po rozbiciu dywizji i krótkim pobycie we Władywostoku wrócił do kraju. Następnie wstąpił do Oficerskiej Szkoły Lotniczej w Bydgoszczy. Dalszą służbę pełnił w 1 pułku lotniczym w Warszawie. 3 maja 1922 został zweryfikowany w stopniu kapitana ze starszeństwem od 1 czerwca 1919 i 3. lokatą w korpusie oficerów aeronautycznych. Kwalifikacje oraz władanie biegle czterema językami (angielski, francuski, niemiecki i rosyjski) sprawiły, że powierzono mu funkcję rzeczoznawcy Komisji Zakupu Samolotów przy Departamencie Ministerstwa Spraw Wojskowych. 
Po degradacji i przeniesieniu do 32 pp,  zrezygnował z służby wojskowej i pracował w różnych instytucjach jako urzędnik. W tym czasie zbliżył się do środowisk rewolucyjnych. Pomimo uznania za komunistę, formalnie do KPP nie należał, wspomagał MOPR i współpracował z członkami KPP do czasu rozwiązania partii w 1938 roku. Od połowy lat 30. do 1941 był wiceprezesem Rady Nadzorczej w spółdzielni „Sklep Społeczny” na Mokotowie.
W czasie okupacji odnowił kontakty z dawnymi towarzyszami z KPP, współpracował z grupą studencką, późniejszą grupą „biuletynowców”. Następnie wstąpił do ZWW i został współredaktorem pism: „Biuletyn Radiowy” i „Zwyciężymy”. Znając kilka języków obcych prowadził nasłuch radiowy. Po powstaniu PPR wstąpił w jej szeregi i włączył się aktywnie do pracy organizatorskiej. Wkrótce został sekretarzem Komitetu Dzielnicowego PPR Warszawa-Śródmieście. Wchodził ponadto w skład komitetu redakcyjnego „Trybuny Wolności” (był redaktorem działu informacyjnego) – pisma KC PPR, i „Gwardzisty” – organu Dowództwa Głównego GL. Brał udział w zaplanowaniu akcji GL na Komunalną Kasę Oszczędności w Warszawie, zrealizowaną już po jego śmierci, 30 listopada 1942. W jego mieszkaniu spotykali się m.in. Marceli Nowotko, Paweł Finder i Hanka Sawicka. Aresztowany w nocy z 28 na 29 września 1942, po okrutnym śledztwie w al. Szucha został powieszony w publicznej egzekucji w Warszawie.
Został pochowany na cmentarzu Wojskowym na Powązkach w Warszawie (kwatera C6-2-11).

## Ordery i odznaczenia
- Order Krzyża Grunwaldu III klasy (pośmiertnie, 11 października 1946)[11]
- Order Świętego Stanisława 3 stopnia z mieczami i kokardą (Imperium Rosyjskie, 4 stycznia 1917)[3]
- Order Świętej Anny 4 stopnia z napisem „Za odwagę” (Imperium Rosyjskie, 20 września 1915)[3]

## Upamiętnienie
22 sierpnia 1964 jego imię zostało nadane Oficerskiej Szkole Radiotechnicznej w Jeleniej Górze. Był też patronem Technicznej Szkoły Wojsk Lotniczych. Od 5 grudnia 1977 do 9 listopada 2017 był patronem jednej z ulic na terenie dzielnicy Praga-Południe w Warszawie.